# Flytjordslöpare
Flytjordslöpare (Bembidion yukonum) är en skalbaggsart som beskrevs av Henry Clinton Fall. Flytjordslöpare ingår i släktet Bembidion och familjen jordlöpare. Enligt den finländska rödlistan är arten nära hotad i Finland. Arten är reproducerande i Sverige. Artens livsmiljö är fjällhedar. Inga underarter finns listade i Catalogue of Life.